# 白須敏朗
白須 敏朗（しらす としろう、1951年（昭和26年） - ）は、日本の農林官僚。一般社団法人大日本水産会会長。水産庁長官、農林水産事務次官（在任2007年-2008年）を歴任。

## 来歴・人物
2007年に発覚した、当時の遠藤武彦農水大臣が組合長を務める農業共済組合の補助金不正受給問題で、前任の小林芳雄事務次官が辞任したのに伴って水産庁長官より昇格。
2008年9月、三笠フーズに端を発した三笠フーズによる事故米流通事件に関する事務次官会見において、東京農政事務所への告発から三笠フーズに対する立ち入り調査が90回以上行われたにもかかわらず、事件を防げなかったことに対する農水省への批判に対して弁明したが、弁明内容に対してマスコミなどから批判が向けられた。
同年9月19日に、この問題の責任をとる形で太田誠一農水大臣と共に辞任した。
広島県三原市の離島である佐木島出身。 その後社団法人大日本水産会会長となり14年間在任したが、2023年に退任。

## 略歴
- 東京都港区立城南中学校（現・六本木中学校）卒業
- 1969年（昭和44年）：東京都立日比谷高等学校卒業
- 1974年（昭和49年）：東京大学法学部第1類（私法コース）卒業[4]。農林省（現・農林水産省）入省
- 1981年（昭和56年）9月：農林水産省食品流通局総務課長補佐（総務班担当）
- 1982年（昭和57年）8月：農林水産省大臣官房企画室企画官
- 1983年（昭和58年）8月：農林水産省畜産局牛乳乳製品課長補佐（総括及総務班担当）
- 1985年（昭和60年）9月：埼玉県農林部農政課長
- 1990年（平成2年）：農林水産大臣秘書官
- 1993年（平成5年）：農林水産省食品流通局商業課長
- 農林水産省食品流通局砂糖類課長
- 1997年（平成9年）1月8日：農林水産省経済局金融課長
- 1998年（平成10年）7月3日：農林水産大臣官房総務課長
- 1999年（平成11年）8月1日：農林水産大臣官房秘書課長
- 2001年（平成13年）1月6日：水産庁漁政部長
- 2003年（平成15年）7月1日：農林水産省生産局長
- 2005年（平成17年）7月19日：農林水産省大臣官房長
- 2006年（平成18年）8月1日：水産庁長官
- 2007年（平成19年）9月7日：農林水産事務次官
- 2008年（平成20年）9月19日：同退任
- 2009年（平成21年）9月1日：社団法人「大日本水産会」会長[5]
- 一般社団法人食品需給研究センター理事長
- 2022年（令和4年）4月29日：瑞宝重光章受章[6]
- 2023年（令和5年)  6月：「大日本水産会」会長退任
- 2024年 （令和6年）豊トラスティ証券社外監査役
- 2024年（令和6年）6月10日：公益財団法人海外漁業協力財団理事長